# Benito Huerta
Benito Huerta Argenta (Sarón, 10 de agosto de 1936-La Encina, 2 de agosto de 2006) fue un abogado y político español. Fue senador en las Cortes Constituyentes (1977). Militó en Izquierda Democrática, el Partido Regionalista de Cantabria y el Partido Socialista de Cantabria-PSOE durante los primeros años de la democracia, antes de abandonar la política y centrarse en su profesión de abogado.

## Biografía y carrera política
Benito Huerta nació en el municipio cántabro de Santa María de Cayón (según unas versiones, en la localidad de Sarón; según otras, en La Encina). Estudió el bachillerato en Bilbao y Derecho en la Universidad Central de Madrid. Tras obtener la licenciatura, ingresó en el Colegio de Abogados de Santander en 1961.
Entró en política en 1964 de la mano de Joaquín Ruiz Jiménez, como militante de Izquierda Democrática, formación de la que llegaría a ser vicepresidente una vez que el partido fue legalizado tras la muerte de Franco. En las primeras elecciones democráticas en 1977, Huerta fue candidato de la Agrupación Electoral de Fuerzas Democráticas al Senado. La lista agrupaba al PSOE, Izquierda Democrática y otras fuerzas de izquierda e independientes de la provincia de Santander. La victoria en Cantabria fue para la Unión de Centro Democrático, que se llevó tres senadores. El cuarto fue Huerta, que se integró en el grupo parlamentario Progresistas y Socialistas Independientes.
Durante la legislatura constituyente, Huerta formó parte de la Asociación para la Defensa de los Intereses de Cantabria (ADIC) y tuvo un notable protagonismo en las movilizaciones por la autonomía. Como parlamentario, se opuso a la integración de la provincia de Santander en la comunidad autónoma de Castilla y León.
A finales de 1978, Huerta estuvo entre los miembros fundadores del Partido Regionalista de Cantabria, junto con otros militantes de Izquierda Democrática, en trance de desaparición, y fue candidato al Senado por este partido en las elecciones generales de 1979. Fue el séptimo candidato más votado (tras los tres de la UCD y los tres del PSOE), sin resultar por tanto elegido.
En diciembre de 1981 se llevó a cabo el segundo congreso del PRC. En él Huerta presentó una ponencia para definir al PRC como partido de izquierdas, que fue derrotada por escaso margen, ante lo cual él y un tercio de la militancia abandonaron el partido. Tras el abandono del PRC, Huerta ingresó en el PSC-PSOE, formando parte de su candidatura para el Ayuntamiento de Santander en las elecciones de 1983. Consiguió acta de concejal y fue el portavoz del grupo municipal socialista hasta 1986, fecha en la que abandonó la política, dedicándose en exclusiva a la abogacía.

## Carrera como abogado
Como abogado, Huerta llegó a ser uno de los letrados más influyentes y respetados de Cantabria, llevando causas de gran calado social. Entre ellas sobresalieron la que llevó en contra de los directivos de la Caja Rural de Santander, que habían saqueado la entidad bancaria cooperativista y que se saldó con varias condenas y la supresión de aquella, o la querella que en 1991 presentaron varios diputados contra el presidente del Gobierno cántabro, Juan Hormaechea, por prevaricación y malversación de fondos públicos, por la que fue finalmente condenado.
Fue vicedecano y tesorero del Colegio de Abogados de Cantabria. En 1988, le fue concedida la Orden del Mérito Constitucional y, en 1991, obtuvo la Cruz de Honor de San Raimundo de Peñafort.
Al fallecer dejó viuda y ocho hijos.